# Пінк Флойд: Стіна (фільм)
«Пінк Флойд: Стіна» (англ. Pink Floyd The Wall) — кінофільм режисера Алана Паркера за сценарієм Роджера Вотерса, в основі якого лежить однойменний альбом гурту Pink Floyd 1979 року. Містить ігрові та анімаційні епізоди, в яких перемішано сучасність головного героя — Пінка Флойда, його спогади, фантазії та метафоричні образи, що передають стан персонажа. Відеоряд супроводжують пісні Pink Floyd, переважно збігаючись зі змістом альбому (незначну частину пісень упущено, додано пісні, яких немає на альбомі, місцями змінено текст). Анімацію у фільмі виконав Джеральд Скарф.

## Сюжет
Головний герой фільму — Пінк — з дитинства відмежовує себе від суспільства. Так на нього вплинули люди, що оточували його протягом життя, звичаї та забобони. «Відрядження відібрало його батька» під час Другої світової війни. Все своє дитинство Пінк безрезультатно шукає батька, одягає військову форму, що лишилися від нього. Пінк стикається з некомпетентністю вчителів, із їхнім чорним гумором на уроках, із тим, що вони «тягнуть назовні кожну слабкість, приховану дітьми».

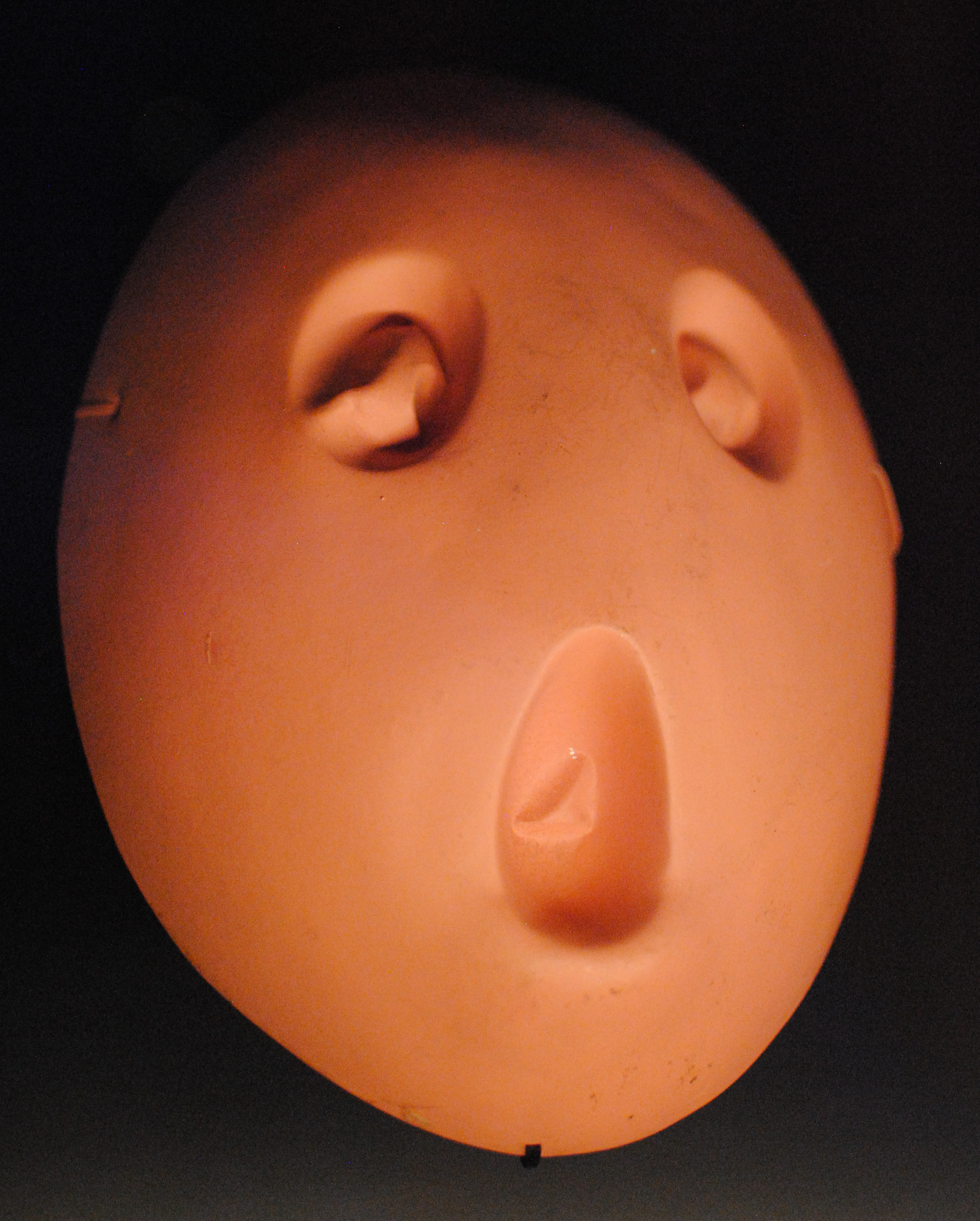

Пінк стає рок-музикантом і досягає успіху в США. Він одружується, але поступово все більше й більше віддаляється від дружини. Вона зраджує його з якимось громадським активістом, поки Пінк на гастролях у Лос-Анджелесі. Дружина повертається до нього, але під дією наркотиків Пінк її не впізнає. Відтак вона знову йде від нього назавжди. На вечірці, після виступу Пінка, одна з дівчат потрапляє в пентхаус готелю й намагається переспати з ним, але Пінк зривається й виганяє її з номера, розбивши при цьому меблі, дзеркала, викинувши у вікно телевізор, поранивши руки розбитим склом.
Головний герой вирішує повністю сховатися в себе, «добудувавши Стіну». Йому вдається це під дією наркотиків і в момент, коли Пінк повинен вийти на сцену, продюсер знаходить його у стані ступору. Шоу має тривати за будь-яку ціну і, для того, аби оживити Пінка й вивести його на сцену, він наказує лікарям ввести Пінкові сильнодійний наркотик. Пінка виводять на сцену, але через свій психічний стан і дію наркотиків він випускає назовні свою темну сторону й перетворює концерт (у своїй свідомості) в нацистський мітинг, де він є фюрером.
Але певної миті дія наркотиків минає й Пінк починає тверезо мислити. Він починає намагатися зупинити безумство у своїй свідомості. Протидіючи «хробакам» своєї агресії, Пінк повинен постати перед судом, аби скинути із себе тягар минулого і зламати стіну, що відділяє його від справжнього життя.
Судовий процес, на якому Пінк стає обвинуваченим, минає в його душі і не зовсім здоровій свідомості. Під час процесу перед його внутрішнім поглядом постають всі головні дійові особи його життя, що пред'являють претензії на його душу. Суд є болісним, проте необхідним моментом внутрішнього звільнення Пінка. Внаслідок процесу Пінк руйнує стіну, тим самим звільняючись від свого безумства. Остання сцена фільму — діти, що наводять лад на уламках стіни.

## Пісні у фільмі
| Композиція                     | Зміни |
| ------------------------------ | --- |
| When the Tigers Broke Free 1   | Немає в альбомі, додана. |
| In the Flesh?                  | Переміксована й перезаписана з вокалом Боба Ґелдофа. |
| The Thin Ice                   | Переміксована, розтягнута. |
| Another Brick in the Wall 1    | Без змін. |
| When the Tigers Broke Free 2   | Немає в альбомі, додано. |
| Goodbye Blue Sky               | Переміксовано. |
| The Happiest Days of Our Lives | Переміксовано. |
| Another Brick in the Wall 2    | Переміксовано із соло-гітарою. Відредаговано і скорочений уривок з вокалом дитячого хору; записано і додано репліки вчителя (голос Алекса Макевоя). Крім того, додано уривок із куплета дитячого хору. |
| Mother                         | Повністю перезаписано без використання гітарного соло. Текст змінено у бік сюжетної лінії фільму. |
| Empty Spaces                   | Упущена, замість неї композиція «What Shall We Do Now?». |
| What Shall We Do Now?          | Альтернативна версія «Empty Spaces»; немає в альбомі, додано. |
| Young Lust                     | Без змін, проте додано крики та вирізано діалог телефоном. |
| One of My Turns                | Переміксовано. |
| Don't Leave Me Now             | Скорочена. |
| Another Brick in the Wall 3    | Повністю перезаписано в швидкому темпі. |
| Goodbye Cruel World            | Без змін. |
| Hey You                        | Не включена до фільму за рішенням Вотерса та Паркера. |
| Is There Anybody Out There?    | Перезаписано з використанням класичної гітари. |
| Nobody Home                    | Переміксовано вокальне виконання. |
| Vera                           | Переміксовано у більш повільному темпі. |
| Bring the Boys Back Home       | Повністю перезаписано з використанням музики інструментального ансамблю та співу Валлійського чоловічого хору. Видалено спів Роджера Вотерса.                                                          |
| Comfortably Numb               | Переміксовано з додаванням криків та частковою зміною бас-гітарного виконання. |
| The Show Must Go On            | Не включено до фільму. |
| In the Flesh                   | Перезаписано з Валлійським вокально-інструментальним ансамблем і співом Боба Ґелдофа. |
| Run Like Hell                  | Переміксовано, скорочено. |
| Waiting for the Worms          | Скорочено, проте розширено завдяки коді. |
| Stop                           | Повністю перезаписано зі співом Боба Ґелдофа без акомпанементу. |
| The Trial                      | Переміксовано |
| Outside the Wall               | Повністю перезаписано з інструментальним ансамблем і співом Валлійського хору. Розтягнуто. |

## Цікаві факти
- У кадрах до пісні «The Happiest Days of Our Lives» («Найщасливіші дні нашого життя») коли вчитель відбирає у молодого Пінка його записну книжку, він каже всім «Poems everybody!» І починає зачитувати всьому класові його записи «… New car, caviar, four star daydream, Think I'll buy me a football team … .» і «… Money, get back. I'm all right Jack keep your hands off of my stack …» Це уривок із пісні Money з альбому The Dark Side of the Moon.
- Найвідомішою піснею зі «Стіни», що посіла високі місця у хіт-парадах, є «Another Brick in the Wall, Part II» («Ще одна цеглина в стіні, частина II»), у якій ідеться про утиски школярів із боку вчителів.

- її співали на шкільних демонстраціях
- у записі використано хор Ґрін-Айлінґтонської школи, що шокувало громадськість
- самі пінк-флойдівці мали непогану вищу освіту
- у фільмі під цю пісню безликі діти в шкільній формі рухалися конвеєром, падаючи у величезну м'ясорубку

- Протягом фільму по телевізору Пінка можна зауважити кадри з 16-го епізоду мультсеріалу «Том і Джеррі», який теж є власністю компанії MGM.
- У фільмі присутні кадри насильства і сексу — зокрема, головний герой лежить у басейні, повному крові.

Фільм частково базується на біографіях Роджера Вотерса і Сіда Барретта